# Café Olympia
El Café Olympia  era una taberna ficticia presentada frecuentemente en un sketch de Saturday Night Live. El personal, dirigido por John Belushi como Pete Dionasopolis, eran griegos.  Como varias estrellas invitadas descubrieron, sólo tres elementos en todo el menú de hecho podría ser pedidos realmente: la cheeseburger (pronunciado "cheeburger" por Belushi), chips (pronunciados "cheep"), y Pepsi.  Los intentos de pedir Coke eran invariablemente conocido con la réplica, "No Coke! Pepsi!" Así mismo, quienes pidieron las papas fritas conseguían la respuesta, "No francesas! Cheeps!" Más aún, si un cliente se quejaba de tener que pedir una hamburguesa con queso, Pete señalaba a todos los demás clientes que disfrutan de dicho plato, "Demasiado temprano para cheeburger, mira!, (apuntando en el restaurante) Cheeburger, cheeburger, cheeburger, cheeburger, cheeburger, cheeburger, cheeburger, cheeburger, cheeburger! Eh?"
Según Don Novello, quien escribió el primer sketch del Café Olympia, la cocina estuvo basada en la Taberna Billy Goat de la Avenida Míchigan en Chicago, el cual todavía funciona (y es parte de una cadena pequeña).
Olympia era una ciudad griega mucho antes de que algunos restaurantes se nombraran así. El padre de John Belushi tenía una cafetería a la que llamó el "Olympia" en los años 1960s.  Durante los 1970s,  había una Cafetería Olympia real en el Lado Noroeste de Manhattan el cual era muy similar al del sketch.